# Potok Południowy

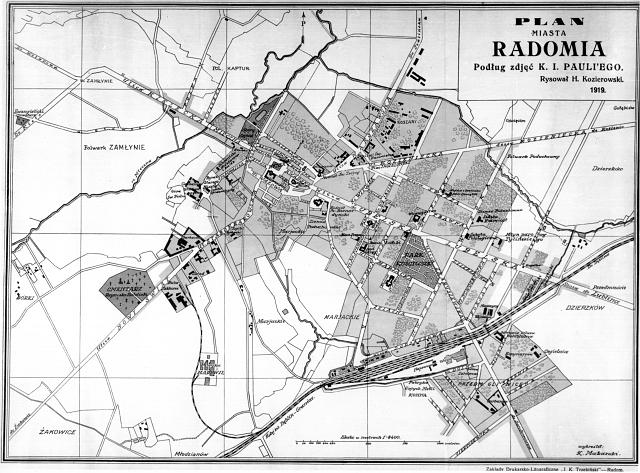
Plan Radomia z roku 1918 z widocznym przebiegiem Strumienia Południowego przez folwark Mariackie

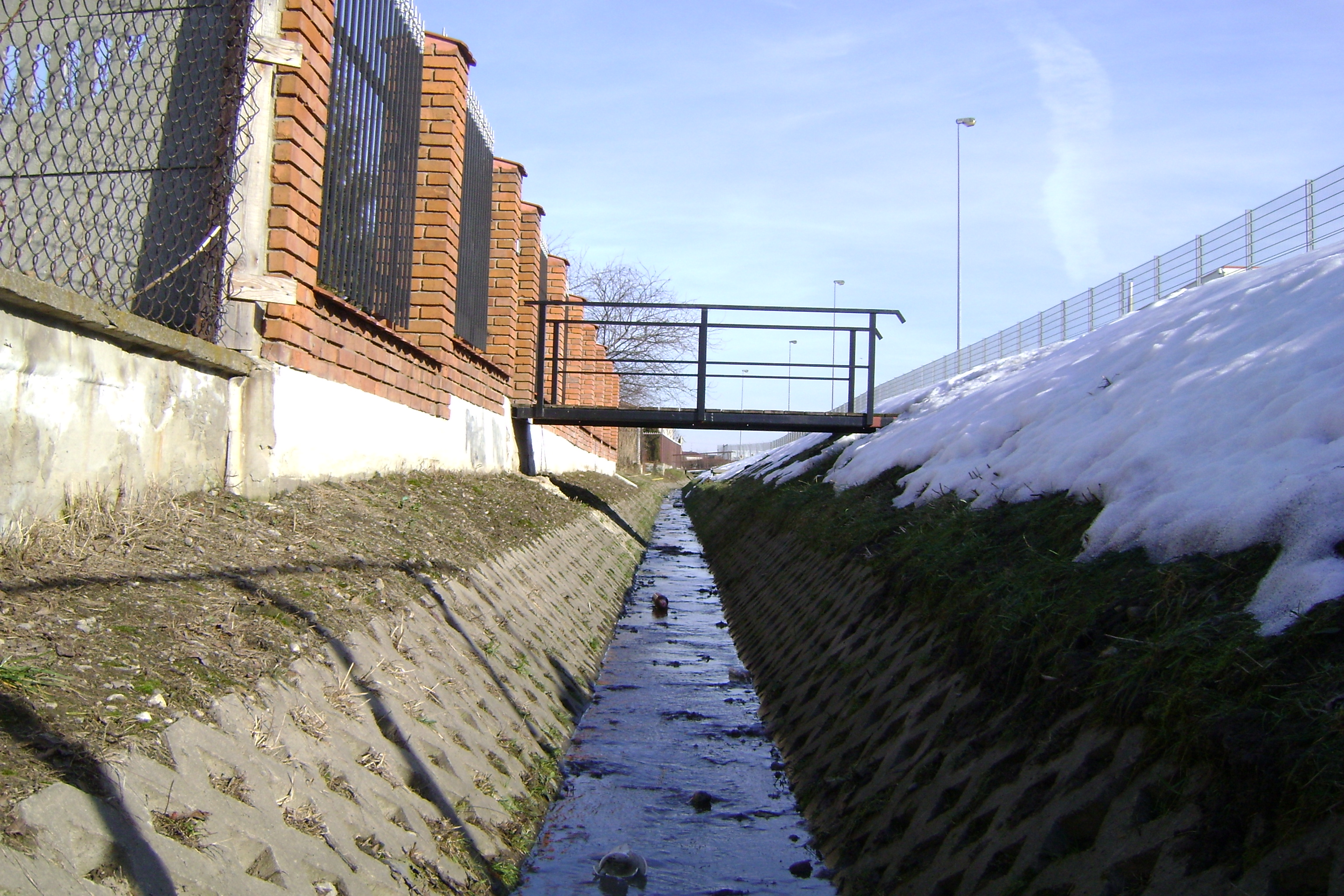
Strumień Południowy zamieniony w otwarty kanał deszczowy za Centrum Handlowym M1

Potok Południowy – całkowicie skanalizowany ciek wodny przepływający przez Radom. Brał początek prawdopodobnie w okolicach Długojowa Górnego i płynął na zachód przez łąki za dzisiejszym Centrum Handlowym M1 gdzie prowadzi otwartym kanałem i stanowi odprowadzenie wód deszczowych z tego terenu. W jego biegu znajduje się tzw. staw Prędociński, dalej przez os. Ustronie, gdzie wpływa do oczka wodnego w zachodniej części osiedla (dziś w tym miejscu przestaje płynąć otwartym kanałem i wpływa do kolektora). W tych okolicach dawniej przyjmował lewy dopływ płynący z Prędocinka wzdłuż dzisiejszej ul. Młodzianowskiej (dzisiaj ujęty w kanalizację).

## Historia
Dawniej jego koryto prowadziło przez teren folwarku Mariackie (tereny Fabryki Broni oraz os. Planty) oraz śladem dzisiejszego ciągu zieleni Planty i dalej przez teren dzisiejszego szpitala wzdłuż ul. Podwalnej, Kanałowej i Limanowskiego wpływał do Mlecznej na terenie dzisiejszego Starego Ogrodu. Przebieg strumienia widoczny jest na mapach z początku XX wieku. Jego wody zasilały niegdyś fosę Miasta Kazimierzowskiego. Tereny w dolinie Strumienia Południowego były zabagnione, osuszenie spowodowała dopiero budowa kolektora (w którego ciąg dolny odcinek strumienia został ujęty) przy okazji budowy Fabryki Broni w latach dwudziestych XX wieku.